# Pierre branlante de la Cornetière
La pierre branlante de la Cornetière est un rocher naturel situé à Avrillé, dans le département français de la Vendée.

## Description
C'est un rocher naturel qui a été identifié à tort comme un mégalithe au XIXe siècle. En 1927, Marcel Baudouin a reconnu une cupule au sommet du rocher, de forme cylindrique, elle mesure 60 mm de diamètre et 30 mm de profondeur.

## Protection
Le site a été classé au titre des monuments historiques en 1889.